# Platycnemis nyansana
Platycnemis nyansana é uma espécie de libelinha da família Platycnemididae..
Pode ser encontrada nos seguintes países: República Democrática do Congo e Uganda.
Os seus habitats naturais são: florestas subtropicais ou tropicais húmidas de baixa altitude e marismas de água doce.